# أنطوني وكليوباترا
أنطوني وكليوباترا (بالإنجليزية: Antony and Cleopatra) هي مأساة «تراجيديا» تاريخية صاحبها هو أسطورة أدب ويليام شيكسبير طبعت في عام1623.
بنيت القصة على قصة الحب بين مارك أنطوني وكليوبترا منذ حروب البارثيان إلى انتحار كليوبترا، الشخصية الشريرة في هذه القصة برزت في القيصر أوكتافيوس (أغسطس قيصر) أحد أتباع أنطوني وأول إمبراطور لروما في المستقبل، هذه المأساة عبارة عن مسرحية رومانية تتسم بالسرعة والفجائية. والنظرة الشاملة المتسلسلة للأماكن الجغرافية، يمكن أعتبار دور كليوبترا في هذه المسرحية أحد أهم أدوار النساء في مسرحيات شيكسبير، تمثل دور شخصية تافهة بأستمرار ومتكلفة الأداء، تستفز الجمهور إلى حد الضجر، في نفس الوقت، قام شكسبير ببذل الجهد لإبرازها وأنطوني في صورة مأساوية تتميز بالبهاء.
هذه الملامح المتناقضة أدت إلى انقسام شهير بين ردود فعل النقاد.

## أحداث القصة
مارك أنطوني أحد أعضاء الحكومة الثلاثية بروما مع أوكتافيوس القيصر وأميليوس ليبيدس، أهمل واجباته العسكرية بعد أن أنشغل بملكة مصر كليوباترا، حيث تجاهل مشاكل روما الوطنية، بما فيها حقيقة أن زوجته فلوفيا، ثارت على أوكتافيوس ثم ماتت.
دعى أوكتافيوس أنطوني للعودة من الأسكندرية إلى روما لمساعدته ضد البومباي، منيكراتس وميناس ثلاثة قراصنة ب البحر المتوسط ذوي سمعة رديئة، وفي الأسكندرية تتوسل كليوباترا لأنطوني ألا يذهب، وتعتبر أنه بهذه الطريقة يثبت حبه لها، ولكن في النهاية يغادر.
بالعودة إلى روما، أجريبا يعيد فكرة أن أنطوني يجب أن يتزوج من أخت أوكتافيوس القيصر، أوكتافيا، لتقوية العلاقات بين الرجلين، أحد قادة أنطوني ويدعى أنوباربس.بالرغم من ذلك، يعلم أن أوكتافيا لن ترضيه أبداً بعد كليوباترا، وفي عبارة شهيرة يصف فتنة وجمال كليوباترا بعبارات مثل «العمر لا يمكن أن يذبل جمالها».
تتنبأ عرافة لأنطوني أنه سيخسر إن حارب أوكتافيوس.
في مصر، تعلم كليوباترا بزواج أنطوني وتوقع غضبها العارم على الرسول الذي بعث إليها بالرسالة، ولكن تنتابها السعادة عندما تعلم بأوصاف أوكتافيا الدميمة من حاشيتها.
في أحد المواجهات، الحكومة الثلاثية تساوم البومباي، وتعرض عليه هدنة حيث يمكنة الإحتفاء بسردينيا وصقلية، ولكن عليه مساعدتهم في تخليص البحر من القراصنة
ويرسل لهم ضريبة ثقيلة، وبعد تردد شديد يوافق بومباي، ويقام إحتفال صاخب على سفينة بومباي، يغري ميناس بومباي بفكرة أنه إن قتل القادة الثلاثة سيصبح قائداً لروما، ولكنه يرفض ذلك ويجد أن هذه الفعلة ضد الشرف، ولكن سرعان ما ينقض أوكتافيس ولابيدوس الهدنة ويشنوا حربا على بومباي، كانت هذه الحرب ضد إرادة أنطوني الذي استشاط غضبه.
يعود أنطوني إلى مصر ويتوج نفسه مع كليوباترا كملوك مصر، والثلث الشرقي من إمبراطورية روما حيث كانت هذه المقاطعة نصيب أنطوني من الحكم الثلاثي، أتهم أوكتافيوس أنه لم يعطيه حصته الكافية من أرض بومباي وغضب لأن لبيدوس «الذي كان قد سجن من قبل أوكتافيوس» خرج من السجن وولج من الحكم الثلاثي، وافق أوكتافيوس على طلباته، ولكن من ناحية أخرى لم يكن مسرورا مما فعله أنطونيو.
أستعد أنطونيوا لمحاربة أوكتافيوس، أنوباربس مساعده يحضه على القتال في اليابسة، حيث تكون الغلبة له، بدلا من قتال البحار حيث أن أسطول أوكتافيوس أقوى، ولكن أنطوني يرفض بما أن أوكتافيوس تحداه على قتاله بالبحر، كليوباترا تأمر بأسطولها ليكون رهن إشارة أنطونيو، مع ذلك. في وسط المعركة أسطول كليوبترا بالستون سفينة، وأنطوني يتبعها، يترك جيشه ليهزم، ويلاحقه العار بما فعله به حب كليوبارتا، يلومها أنطوني بشدة لأنها جعلت منه جباناً، ولكنه يضع في النهاية هذا الحب فوق كل شيء بقوله «أعطيني قبلة ; ويفي هذا بكل شيء.»
يرسل أوكتافيوس رسوله لكليوبترا ليحثها على تسليم أنطوني والانضمام لجانبه، تتردد وعبث بالرسول، يدخل أنطوني ويشجب ما فعلته، ويرسل الرسول للجلد، وفي النهاية يسامح كليوباترا، ويتعهد بخوض معركة أخرى من أجلها، لكن هذه المرة عل اليابسة.
في مساء المعركة يسمع جنود أنطوني أصوات إعجازية غريبة، حيث فسروها بأنها الإله هرقل يتنحى عن حماية أنطونيو، أبعد من ذلك، قائد أنطنيو الذي هدمه لمدة طويلة يهجره ويذهب إلى جانب أوكتافيوس، بالإضافة إلى مصادرته لأشياء أنوباربس، والتي لم يأخذها معه عند الذهاب لأوكتافيوس، يأمر أنطوني بالأشياء أن تذهب لأنوباربس مرة أخرى، ويمتن أنوربابس لكرم سيده.ويخجل من عدم إخلاصه، ويموت بقلب منكسر.
تسير المعركة لصالح أنطوني حيث أنطلقت من اليابسة، إلى أن قلبها أوكتافيوس لصراع بحري مرة أخرى، ويخسر أنطوني عندما ينضم أسطول كليوباترا إلى جانب أوكتافيوس ويحاصره. ويشجب كليوبارت بقوله «هذه المصرية الحمقاء خدعتني !.» ويعقد العزم على قتلها لخيانتها له، تقرر كليوباترا أن الطريقة الوحيدة لإستعادة حبه مرة أخرى هي أن تبعث له رسالة فحواها أنها ستنتحر. لتموت واسمه عل شفتيها، تحبس نفسها في مكان وتنتظر عودة أنطونيو.
ولكن خطتها تفشل وبدلا من أن يعود لها نادما يقرر أنطوني أن حياته لا تُستحق، لذلك يأمر أحد مساعديه «روس» ليحضر له سيفا ولكن آروس لم يجرؤ عل هذه الفعلة ويقتل نفسه، يعجب أنطوني بشجاعته ويحاول فعل نفس الشيء ولكنه يفشل
ويكون كل ما اكتسبه هو جرح عميق، يعلم أنطوني أن كليوباترا ما زالت حية فيقوم بالذهاب لها في مكان عزلتها ويموت بين زراعيها.
يذهب أوكتافيوس لكليوباترا ويحاول أن يقنعها بالأستسلام ولكنها ترفض بغضب شديد، تُخان كليوباترا وتحتجز من قبل الرومان.
تقرر كليوباترا الأنتحار باستخدام سم أفعى الناشر، وتموت في هدوء، وهي تتخيل ملاقاتها لأنطوني في الحياة الأخرى، وينتحر خادمتيها آيرس وشارميان هنا الأخرى ان بنفس الطريقة، يكتشف أوكتافيوس الانتحار ويظهر مشاعر مضطربة، يتركه موت أنطوني وكليوباترا ليكون هو أول إمبراطور روماني «أغسطس قيصر»، ولكنه يشعر ببعض التعاطف معهم حيث يقول «سوف تدفن إل جانب حبيبها أنطونيو، لا يوجد قبر على الأرض سيطوق هذين، زوجين رائعين», ويأمر بأن تكون جنازة شعبية عسكرية.